# Wim Kerkhof
Willem Frederik (Wim) Kerkhof (Rotterdam, 5 april 1953) is een Nederlands muzikant die bekend is geworden als medeoprichter/lid van The Amazing Stroopwafels.

## Biografie
Kerkhof werd geboren in Rotterdam, maar groeide op in Vlaardingen. Hij behaalde zijn Gymnasium Alfa-diploma, waarna hij geschiedenis ging studeren aan de Universiteit Leiden. Na vier jaar koos hij echter voor een carrière in de muziek, eerst in de Rotterdamse countrygroep Circle en later in de band van de Amerikaanse zanger Joe Bourne. Hij werd bekend met de door hem in 1979 opgerichte band The Amazing Stroopwafels, die bekendheid verwierven met straatoptredens en nummers als Ome Kobus, Ik ga naar Frankrijk en Oude Maasweg. Kerkhof neemt de zang, contrabas en toetsinstrumenten voor zijn rekening, daarnaast is hij ook de componist, tekstschrijver, manager en producer van de groep. Sinds 1986 heeft hij zijn eigen platenuitgeverij en verschijnen de cd's, lp's en singles op zijn label Quiko.
De nauwe verbondenheid van Kerkhof met Rotterdam blijkt uit de vele liedjes die hij over de stad en de regio maakte. Kerkhof had van 1989 tot 2017 een eigen programma op Radio Rijnmond, Country en Omstreken, waarin hij voornamelijk countrymuziek draait. Ook staat hij bekend als wereldreiziger. Zijn zoon Merlijn Kerkhof schreef in 2019 het boek "Oude Maasweg Kwart Voor Drie" over hem en de band The Amazing Stroopwafels. In november 2019 kreeg hij de Laurenspenning voor zijn culturele verdiensten voor de stad Rotterdam.